# Баландюх Ярослав Андрійович
Баландюх Ярослав Андрійович — український живописець та художник-монументаліст.

## Життєпис
Народився 26 червня 1965 року в місті Львів, Львівська область.
В 1985 р. закінчив навчання на відділі художньої обробки металу Львівського училища прикладного мистецтва ім. І. Труша (вчителі з фаху — О. Лучинський, С. Костирко, О. Роюк-Багранівський).
В 1992—1998 рр. навчався на кафедрі монументального живопису Львівської академії мистецтв (вчителі з фаху — М. Андрущенко, А. Максименко, М. Шимчук).
Член Національної Спілки художників України з 2005 року.
Працює в ділянці станкового, сакрального і монументального малярства, техніка мозаїка. Бере участь у міжнародних пленерах, інших загальних виставках, заходах.
Живописна манера митця захоплює, проявляє здатність збуджувати нашу уяву, спонукає до активного співпереживання баченого. Полотна мальовані експресивно, великими, впевненими мазками, їм властиві сміливі тональні зіставлення і, разом з тим, витончені кольорові мазки. Художник віддає перевагу насиченим, здебільшого достатньо яскравим барвам, однак завжди підпорядковує їх відчуттю загальної гармонії. Шукаючи оптимальні для обраної теми засоби виразу, він в окремих працях навмисно розділяє площину на складові частини, де переважають теплі чи холодні барви, світлі або теплі тони. Складається враження, що у творчій праці автор цілком не прагне стабільності, розрахунку в очікуваному результаті, раціональності. Швидше навпаки — він постійно експериментує, інтуїтивно шукаючи оптимальні шляхи для втілення своєрідної суми емоцій, які одержує від сприйняття навколишнього світу, доповнюючи їх власними переживаннями. Твори митця немов би фіксують певний миттєвий стан природи, швидкоплинний настрій портретованої людини, захоплене, опоетизоване бачення зображуваного — пейзажу, квітів тощо. Він не переслідує достовірності відображення обраного мотиву, а відтворює світ крізь індивідуальну призму бачення. — Орест Голубець (завідувач кафедрою, професор, доктор мистецтвознавства, член-кореспондент Національної академії мистецтв України).

## Мозаїка

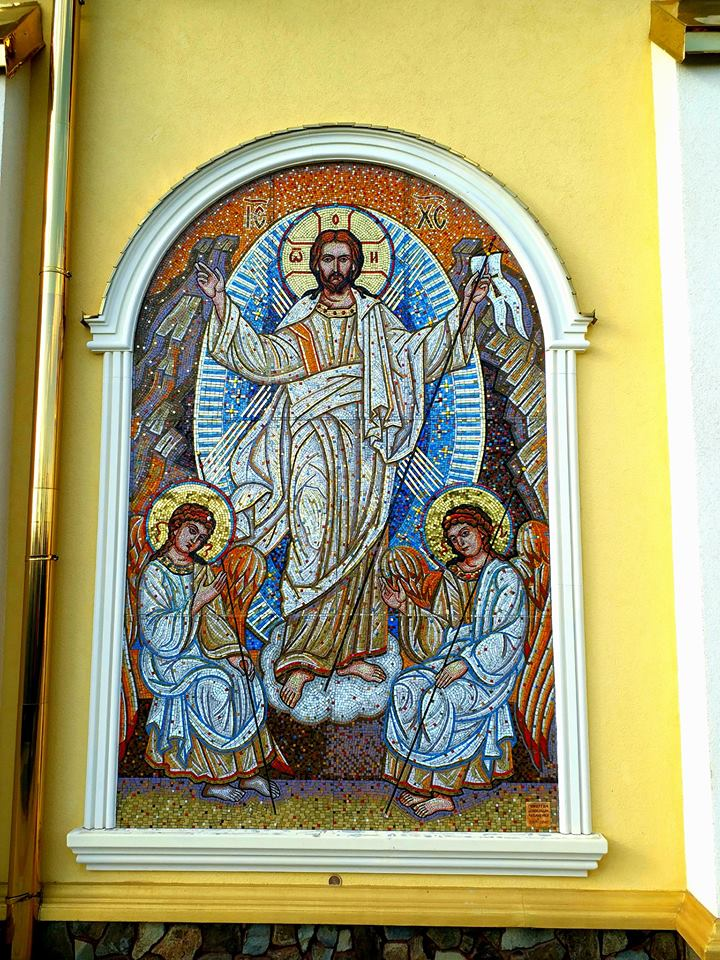
Воскресіння (мозаїка)